# Aljaksej Kulbakou

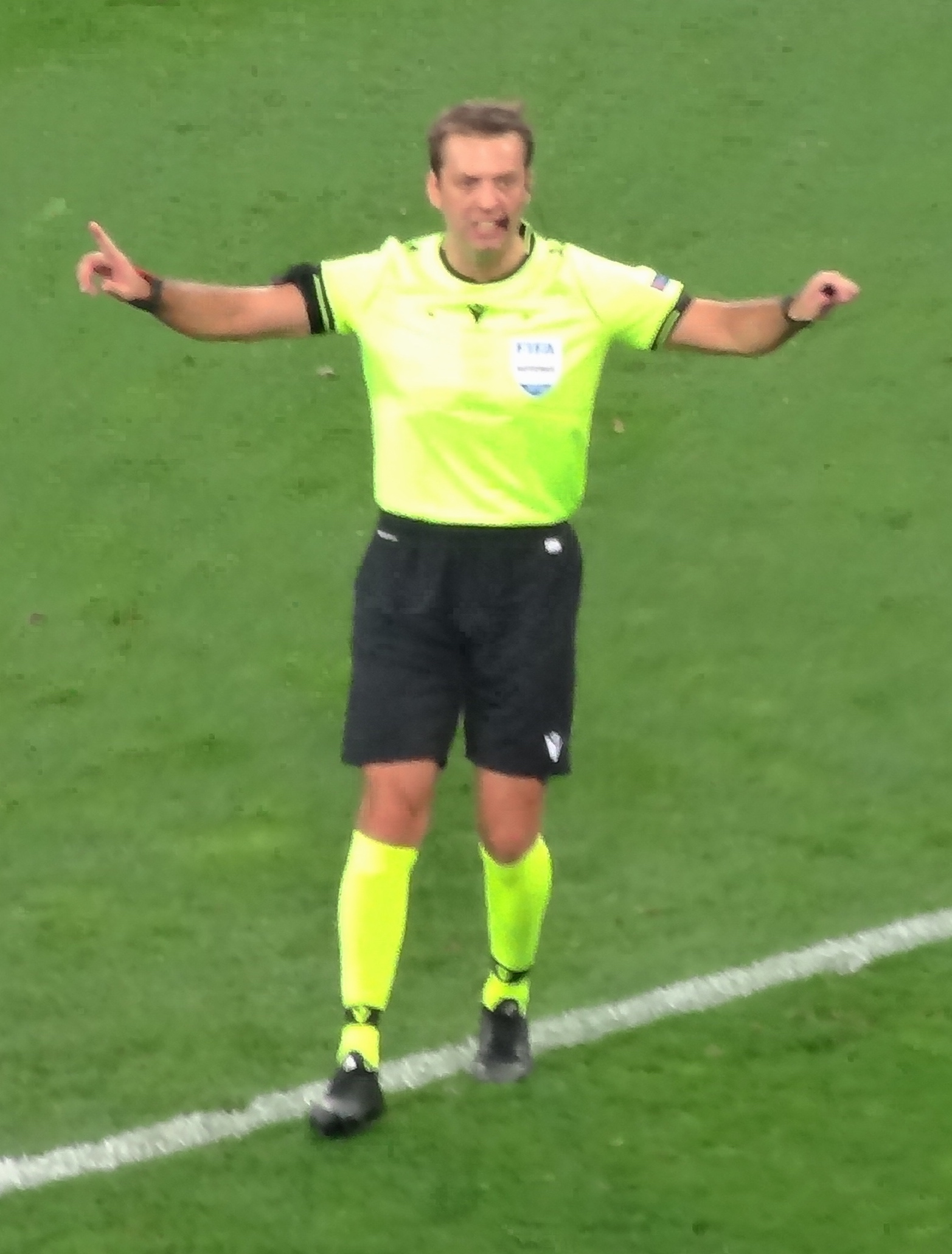
Aljaksej Kulbakou (2019)

Aljaksej Mikalajewitsch Kulbakou (belarussisch Аляксей Мікалаевіч Кульбакоў; * 27. Dezember 1979) ist ein belarussischer Fußballschiedsrichter.
Kulbakou leitet seit über 15 Jahren Spiele in der belarussischen Wyschejschaja Liha.
Seit 2005 steht er auf der FIFA-Liste und leitet internationale Fußballspiele. In der Saison 2009/10 leitete Kulbakou erstmals ein Spiel in der UEFA Europa League, in der Saison 2014/15 erstmals ein Spiel in der UEFA Champions League. Zudem pfiff er bereits Partien in der UEFA Nations League, in der EM-Qualifikation für die EM 2008, EM 2012, EM 2016 und EM 2021, in der europäischen WM-Qualifikation für die WM 2010 in Südafrika, die WM 2014 in Brasilien, die WM 2018 in Russland und die WM 2022 in Katar sowie Freundschaftsspiele.
Bei der U-19-Europameisterschaft 2013 in Litauen leitete Kulbakou zwei Gruppenspiele sowie das Finale zwischen Frankreich und Serbien (0:1). Bei der U-21-Europameisterschaft 2019 in Italien und San Marino leitete Kulbakou ebenfalls zwei Spiele in der Gruppenphase.
Bei der Europameisterschaft 2016 in Frankreich wurde Kulbakou als Vierter Offizieller eingesetzt.
Bis einschließlich der ersten Hälfte der Saison 2024/25 befand sich Kulbakou in die höchsten Schiedsrichter-Kategorie der UEFA-Elite-Schiedsrichter.